# Editorial Frontera

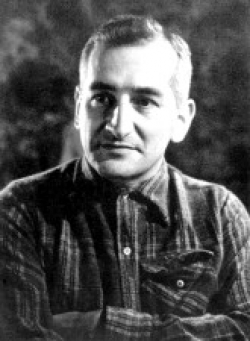
Héctor Germán Oesterheld, fundador y principal guionista de la editorial.

La Editorial Frontera fue una editorial argentina de revistas de historietas fundada por Héctor y Jorge Oesterheld en 1956, que duró hasta 1961, convirtiéndose en uno de los puntales del cómic argentino. Oesterheld fue el guionista de la mayoría de su material, mientras que entre sus dibujantes puede destacarse a Víctor Hugo Arias, Abel Balbi, Juan Dalfiume, José del Bó, Leopoldo Durañona, Walter Fahrer, Ernesto García Seijas, Tibor Horvath, Horacio Lalia, José Muñoz, Francisco Solano López, Rubén Sosa, César Spadari, Carlos Vogt, Rodolfo Zalla, Juan Zanotto o Eugenio Zoppi.

## Historia
Oesterheld trabajaba en la Editorial Abril desde 1951, y dos de sus series se habían vuelto muy populares: Bull Rocket y Sargento Kirk. En 1956, con la ayuda de su hermano Jorge, comienza una nueva editorial, lanzando versines noveladas de dichos personajes. Las mismas reproducían guiones ya presentados en historietas, a excepción de la última de Rocket y las dos últimas de Kirk, que eran originales.
El éxito de los mismos anima al autor a apostar completamente por la nueva editorial. Tras negociar con la Editorial Abril, esta se queda con Bull Rocket (que continúa con otros guionistas) y Oesterheld lleva a Kirk a su nueva editorial, así como a Hugo Pratt, su dibujante.
En 1957 aparecen las dos primeras revistas, Frontera y Hora Cero, con cadencia mensual. La gran mayoría de los guiones estaban a cargo de Oesterheld, sin bien a veces firmaba con seudónimos como H. Sturgiss o C. de la Vega, y el resto eran de su hermano, quien firmaba a su vez como Jorge Mora.
Las grandes ventas de las revistas, sumadas al prestigio que Oesterheld acumulaba entre el público, motiva el lanzamiento de una nueva publicación, Suplemento semanal Hora Cero, que como su nombre indica era semanal.
Al año siguiente salen Hora Cero Extra y Frontera Extra.
En 1960 el personaje Ernie Pike, creado para Hora Cero, obtuvo su propia revista, Batallas Inolvidables. Otros personajes o series que se diseñan son Ticonderoga (con Pratt), Randall the Killer (con Arturo del Castillo), Sherlock Time (con Alberto Breccia), Joe Zonda y Rolo el marciano adoptivo (con Francisco Solano López), etc.
El 4 de septiembre de 1957 comienza a editarse en Hora Cero Semanal el gran éxito de la editorial: El Eternauta. La historia, con guiones de Oesterheld y dibujos de Solano López, se extendió hasta el año 1959.
La editorial entra en crisis a fines de 1959, cuando la mayoría de los dibujantes comienzan a emigrar o a trabajar para el extranjero. El endeudamiento hizo que finalmente Oesterheld vendiera los títulos a la Editorial Ramírez en 1961, la cual a su vez los vendió a Vea y Lea.

## Publicaciones
| Título                                     | Año       | Periodicidad              | Formato  |
| ------------------------------------------ | --------- | ------------------------- | -------- |
| Frontera                                   | 4/1957    | Mensual                   | Apaisado |
| Hora Cero                                  | 5/1957    | Mensual                   | Apaisado |
| Hora Cero Semanal                          | 4/09/1957 | Semanal                   | Apaisado |
| Hora Cero Extra                            | 4/1958    | Bimestral y luego mensual | Vertical |
| Frontera Extra                             | 7/1958    | Bimestral y luego mensual | Vertical |
| Ernie Pike Colección Batallas inolvidables | 9/1960    |                           | Vertical |